# أيزو 3166-2:CC

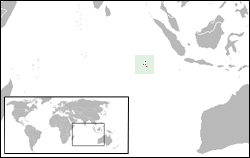

أيزو 31166-2:CC هو الجزء المخصص لجزر كوكس في أيزو 3166-2، وهو جزء من معيار أيزو 3166 الذي نشرته المنظمة الدولية للتوحيد القياسي (أيزو)، والذي يُعرف رموز لأسماء التقسيمات الرئيسية (مثل الأقاليم، الجهات، المقاطعات أو الولايات) من جميع البلدان في ترميز أيزو 3166-1.
حاليا لم يتم تحديد رمز أيزو 3166-2 لجزر كوكوس، حيث لا يوجد فيها تقسيمات محددة. وتعين رمز أيزو 3166-1 حرفي 2 (CC) لجزر كوكوس.

## وصلات خارجية
- المنظمة الدولية للتوحيد القياسي أيزو 3166-2:CC